# Juliette Howell
Juliette Howell (* 1967) ist eine Filmproduzentin.

## Karriere
Howell begann ihre Filmkarriere in der TV-Sparte von Working Title und mit dem Fernsehfilm Moonshot – Der Flug von Apollo 11, für den sie bereits für einen Primetime Emmy nominiert wurde. Danach arbeitete sie für verschiedene Fernsehfilme und -serien. Darunter die Miniserie London Spy von 2015 oder Brexit – Chronik eines Abschieds von 2019. Im Jahr 2016 gründete sie mit Tessa Ross das Produktionsunternehmen House Productions. Mit The Iron Claw von Regisseur Sean Durkin stieg sie 2023 in den Markt der Großproduktionen ein. Darauf folgte 2024 mit Konklave von Edward Berger ihr bislang größter Erfolg, für den sie zusammen mit Tessa Ross und Michael A. Jackman für den Oscar in der Kategorie Bester Film nominiert wurde.
Howell sagte in einem Interview, dass für sie eine breite Palette behandelter Stoffe wichtig ist. Außerdem versuchen sie, junge Drehbuchautoren in Film und Theater zu unterstützen. Auch sei die wirtschaftliche Situation nach dem Ende des Streamingbooms schwierig.

## Filmografie (Auswahl)
- 2009: Moonshot – Der Flug von Apollo 11 (Fernsehfilm)
- 2010: Dive (Fernsehfilm)
- 2010: Colette (Kurzfilm)
- 2011: Die fantastische Welt der Borger
- 2012: Birdsong – Gesang vom großen Feuer (Miniserie)
- 2012: True Love (Miniserie, 5 Folgen)
- 2013: Mary und Martha
- 2014: The Secrets (Miniserie, 5 Folgen)
- 2014: Yonderland (Fernsehserie, 16 Folgen)
- 2015: You, Me and the Apocalypse (Miniserie, 10 Folgen)
- 2015: London Spy (Miniserie)
- 2018: Women on the Verge (Fernsehserie, 6 Folgen)
- 2019: Brexit – Chronik eines Abschieds
- 2020: Trigonometry (Miniserie)
- 2022: Life After Life (Fernsehserie, 4 Folgen)
- 2022: Das Wunder
- 2023: The Good Mothers (Fernsehserie)
- 2023: Six Four (Fernsehserie)
- 2023: Starve Acre
- 2023: The Iron Claw
- 2024: Bird
- 2024: Konklave
- 2024: Sherwood (Fernsehserie, 12 Folgen)

## Auszeichnungen (Auswahl)
- 2010: Primetime-Emmy-Nominierung in der Kategorie Herausragender Fernsehfilm für Moonshot – Der Flug von Apollo 11
- 2019: Primetime-Emmy-Nominierung in der Kategorie Herausragender Fernsehfilm für Brexit – Chronik eines Abschieds
- 2020: Broadcast Award in der Kategorie Bestes Drama für Brexit – Chronik eines Abschieds
- 2022: British Independent Film Award-Nominierung in der Kategorie Bester Britischer Independentfilm für Das Wunder
- 2023: BAFTA-Nominierung in der Kategorie Beste Dramaserie für Sherwood
- 2023: BAFTA-Nominierung in der Kategorie Herausragender Britischer Film für Das Wunder
- 2023: RTS Television Award in der Kategorie Beste Dramaserie für Sherwood
- 2023: Broadcasting Press Guild Award in der Kategorie Beste Dramaserie für Sherwood
- 2025: BAFTA-Nominierung in der Kategorie Bester Britischer Film für Bird
- 2025: BAFTA-Nominierung in den Kategorien Bester Britischer Film und Bester Film für Konklave[6]
- 2025: Oscar-Nominierung in der Kategorie Bester Film für Konklave